# Paspalum conjugatum
Paspalum conjugatum är en gräsart som beskrevs av Peter Jonas Bergius. Paspalum conjugatum ingår i släktet tvillinghirser, och familjen gräs. IUCN kategoriserar arten globalt som livskraftig. Inga underarter finns listade i Catalogue of Life.

## Bildgalleri

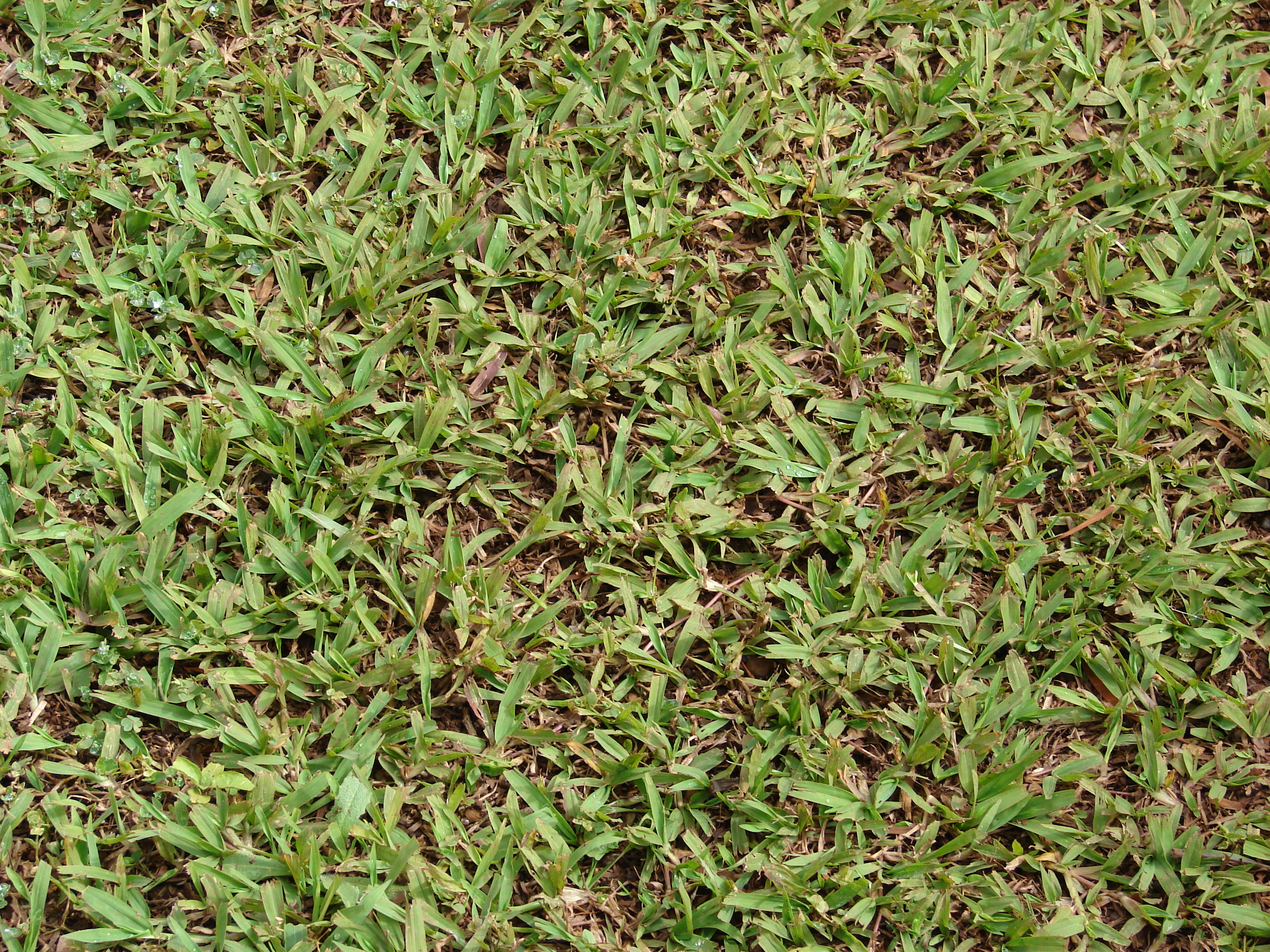
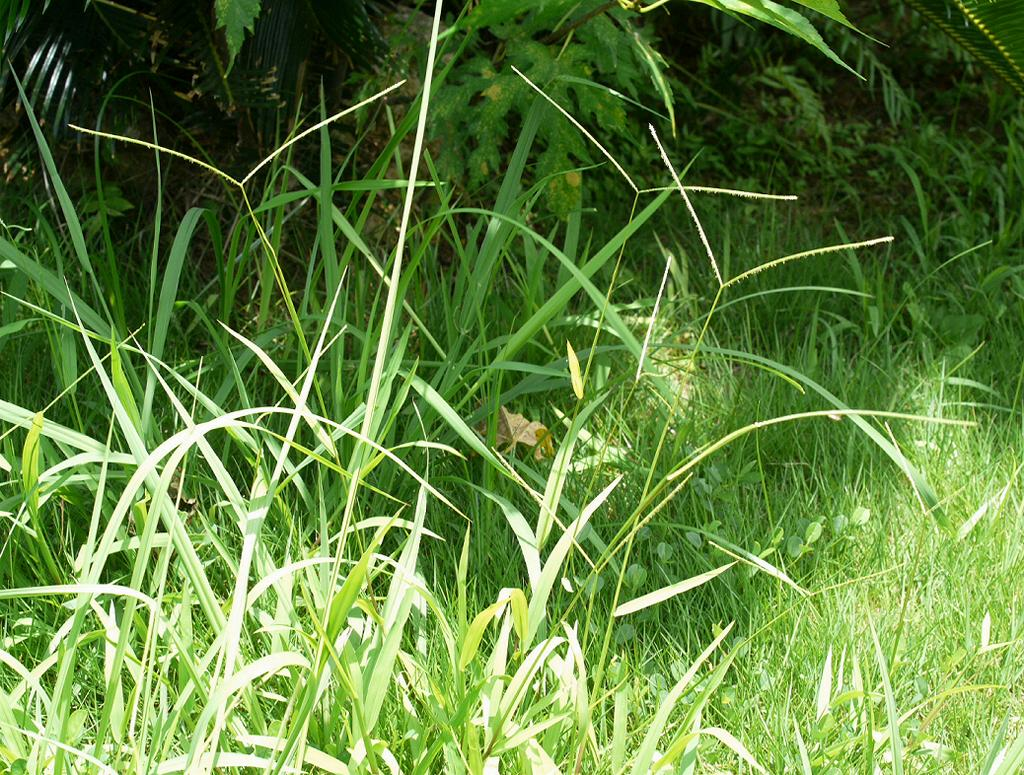
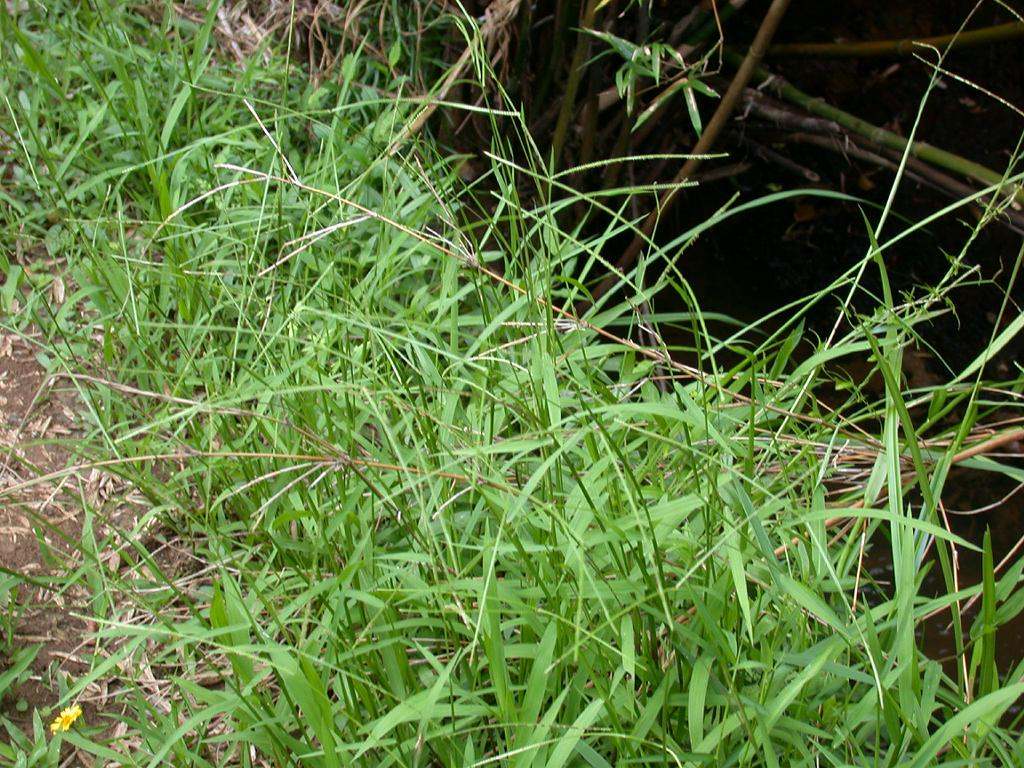
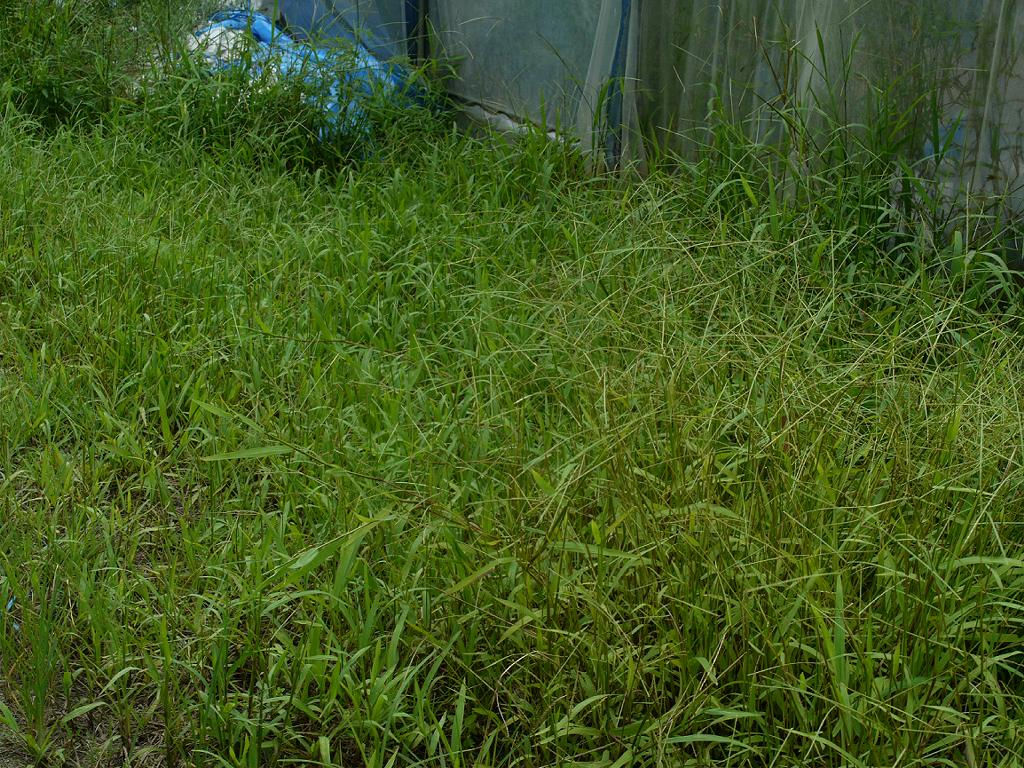
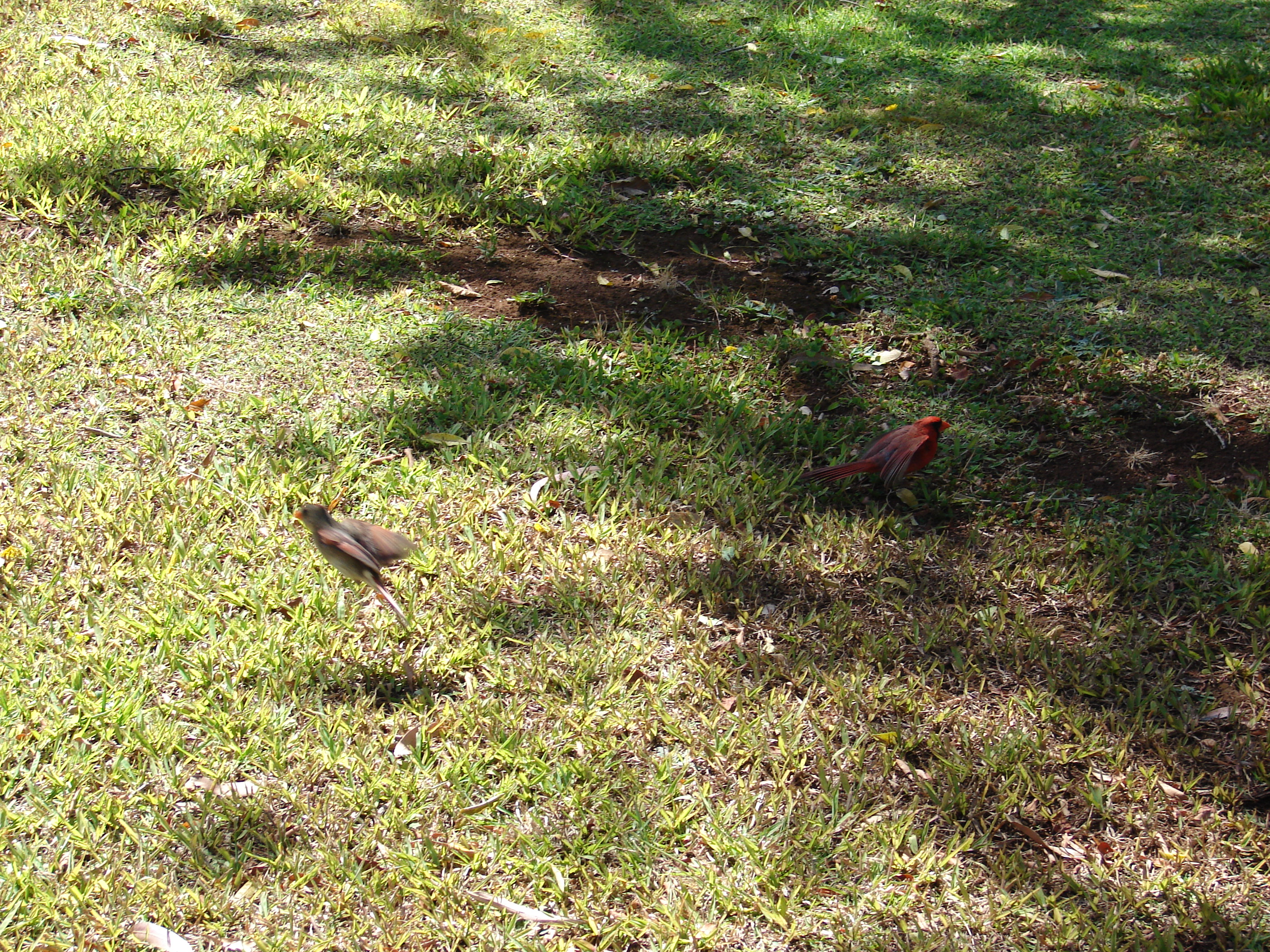
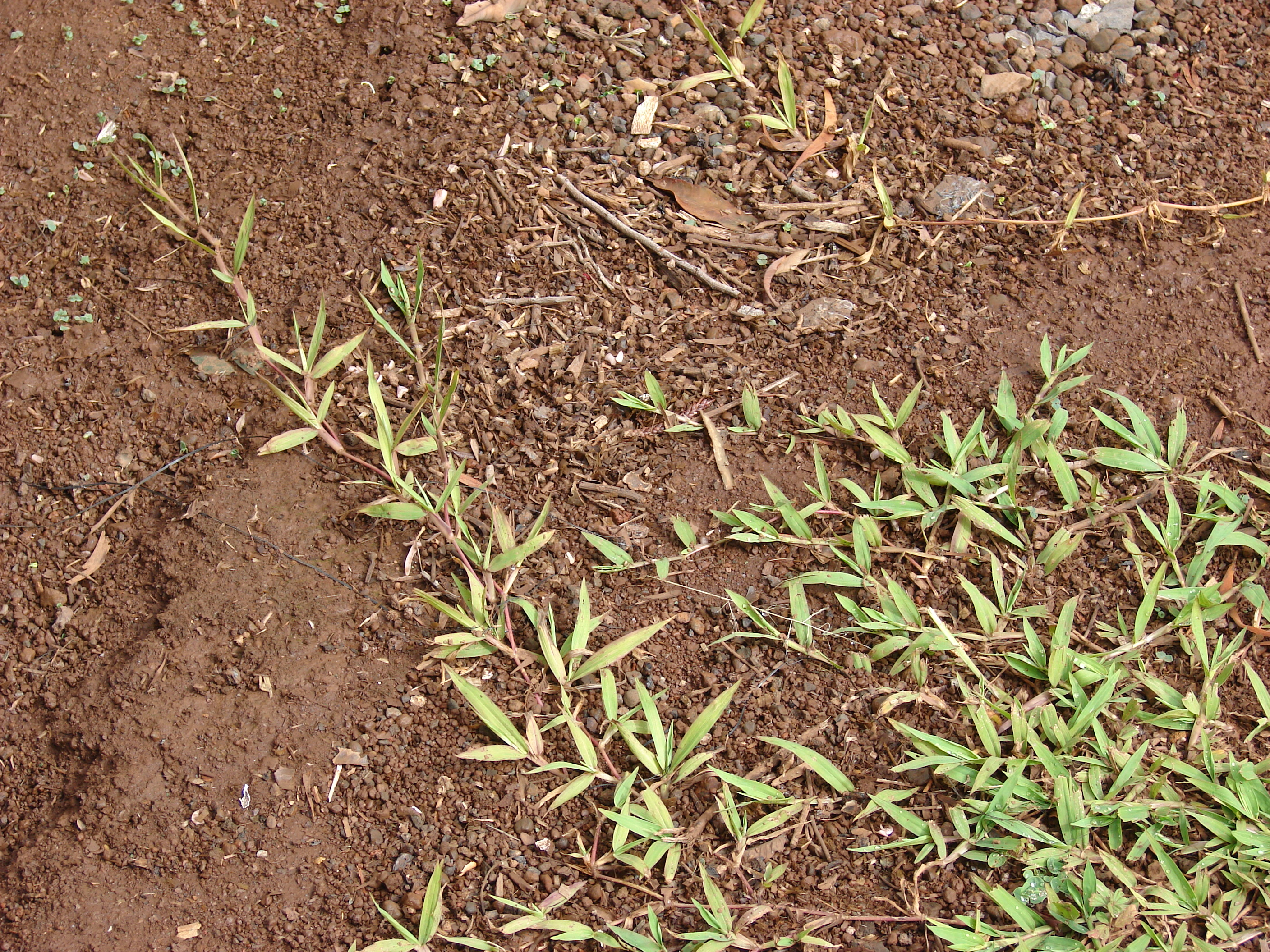